# 栃ノ森昇治
栃ノ森 昇治（とちのもり しょうじ、1900年5月18日 - 没年不明）は、昭和時代の大相撲力士。出羽海部屋所属。本名は室井 昇二。最高位は十両10枚目。

## 経歴
栃木県那須郡黒磯町（のち黒磯市、現那須塩原市）出身。出羽ノ海部屋に入門し、1918年「那須昇」の四股名で序ノ口に就く。1929年5月十両に昇進。この場所4勝7敗と負け越し、同地位の翌9月場所でも2勝9敗と負け越し、この場所で廃業した。

## 改名
那須昇→栃ノ森